# Йозеф Петерс
Йозеф Петерс, або ієромонах Йоан (Петерс) (нім. Josef Peters, 28 лютого 1905, Зідлінггаузен, Королівство Пруссія — 6 липня 1995, Ґрайснбах неподалік Розенгайм, Баварія, ФРН) — німецький ієромонах української та архімандрит мелькітської Східних Церков, студит, монах монастиря Святого священномученика Йосафата у Львові, один з найближчих помічників митрополита Андрея Шептицького, перший директор взуттєвої фабрики «Солід» у Львові у 1941—1942 роках, яка рятувала євреїв Львова під час Голокосту («львівський Оскар Шиндлер»).

## Життєпис
Народився у невеличкому містечку ЗІблінггаузен біля міста Брілон, що в землі Північний Рейн-Вестфалія. Його батьками були Гайнріх та Елізабет Петерси. Мати походила з дому Бетте (Bette). Згодом батьки оселилися у Дюссельдорфі в районі Гересгайм на вулиці Пунцлауервег, 20.
Після іспиту зрілості 1928 року вступив на філософський факультет Лювенського університету в Бельгії. Вивчав філософія та історію, проте затримався там не довго. Переїхав до Мюнхена, де за порадою місцевого архієпископа, кардинала Міхаеля фон Фаульгабера записався до Колегії святого Андрія при Мюнхенському університеті на філософсько-богословський факультет, де навчався у 1932—1936 роках. Тут він також знайомиться з греко-католицьким священником Юлієм Тицяком, який керував об'єднанням молодих священнослужителів і людей, зацікавлених у Східній Церкві.

### Монаше життя
У 1933 році Петерс здійснив першу мандарівку до Галичини. Дорогою до Львова Петерс вперше зустрічається з митрополитом Андреєм Шептицьким у його літній карпатській резиденції в Підлютому. Отримує запрошення доєднатись до новозаснованого чернечого ордену Святого Теодора Студита. У той час в Унівській лаврі жило приблизно 120 монахів. Проте він не відразу прийняв запрошення, а повернувся до Мюнхена, де провчився ще один семестр, під час якого отримав листа від настоятеля монастиря Климентія Шептицького.
У травні 1934 року Йозеф Петерс знову приїхав до Львова, де став послушником у Святоуспенській Унівській лаврі, куду у цей самий час також прийшли майбутні ієромонахи, які у майбутньому творитимуть еліту студитів на зламі 1930-1940-х років і згодом стали духовним проводом після відходу старшої генерації монахів — Юрій (Іван Макар, 1912—1990), Никанор (Микола Дейнега, 1907—1982), Марко (Михайло Стек, 1908—1978), Герман (Григорій Будзінський, 1905—1995), Порфирій (Петро Чучман, 1906—2001).
Він продовжив ще на рік навчання у Львівській богословській академії. У 1936 році він вже був студентом Папського Григоріанського університету (Pontificium Collegium Russicum) у Римі, де у 1936—1337 рр. навчався на четвертому курсі теології.
18 липня 1937 року отримав дияконські свячення, а вже 14 жовтня склав вічні обіти й отримав нове ім'я — Йоан. 21 листопада 1937 року отримав з рук Митрополита Шептицького свяченничі свячення.
Отримав від Андрея Шептицького доручення розбудувати бібліотеку «Студіону» біля Святоюрського комплексу. Упродовж 1937—1939 років виконував функції бібліотекаря митрополита. Серед його найважливіших обов'язків, зокрема, належало формувати бібліотеку візантиністики у загальному «Студіоні», організовувати передавання монахам Студійського Уставу архіву історії Унії. Також Петерс був представником Шептицького у справі закупівлі найновішого на той час рентген-апарата фірми Siemens для українського шпиталю «Народна лічниця» імені митрополита Андрея Шептицького. За його сприяння у 1941 році митрополит отримав два автомобілі — півторатонну вантажівку Ford та автомобіль Packard, якими особистий водій глави греко-католицької церкви Іван Гірник розвозив єврейських дітей по довірених монастирях для переховування.
Протягом останніх років перед війною Петерс постійно жив у монастирі Святого священномученика Йосафата на вулиці Петра Скарги, 2а, який вперше відвідав ще 9 вересня 1933 року. У 1938 році він вже був настоятелем цього монастиря, який був важливим центром інтелектуального життя студитів і поанів митрополита Шептицького. Тому очолювати цей комплекс було надзвичайно відповідальною місією. У грудні 1938 року Петер приймав папського нінція монсеньйора Філіппо Кортезі. У червні 1939 року в монастирському будинку відбувався з'їзд «Українського Католицького Інституту Церковного З'єднання ім. Митрополита Рутського у Львові», який у лютому 1939 р. заснував Шептицький, а президентом був його брат Климентій. Згодом новим настоятелем монастиря став префект сиротинця при Унівській Лаврі ієромонах Даниїл (Дмитро Тимчина).

## ДСВ
За кілька днів до початку Другої світової війни німецький консул у Львові порадив Петерсу виїхати з Польщі. Після обговорення цього питання із братами Шептицькому він виїхав до Німеччини.
Виїхавши зі Львова, спочатку він зупинився у Відні, де став сотрудником на парафії Святої великомучениці Варвари. В окупованому місті він поселився у центрі на вулиці Рімерґассе, 1 в о. д-ра Мирона Горникевича. Цю прописку він зберіг до кінця війни, попри інші міста, у яких працював наступними роками.
Далі він вирушив до Кракова, який був адміністративним центром Генерал-губернаторства, де став довіреним греко-католицького єпископату при адміністрації генерал-губернатора Ганса Франка. Під його опіку потрапила західна частина Перемиської єпархії та Апостольська адміністрація Лемківщини. Першою після вересня 1939 року з Ярослава керував владика Григорій Лакота, а другою, від 1936 року, Яків Медвецький. На своїй посаді Петерс розпочав нове служіння у ГКЦ, яка опинилась в ізоляції між двома тоталітарними режимами.
Для Церкви надзвичайно важливий був зв'язок з Ватиканом, інформування його про реалії життя в єпархіях, отримання вказівок щодо тих чи інших ініціатив та рішень. У Третьому Райху лише його повноправний громадянин, етнічний німець, міг безперешкодно пересуватись окупованою територією, не хвилюючись за свою безпеку та безпеку свого багажу. Таким спецкур'єром між греко-католицьким духовенством Перемиської єпархії і папським нунцієм у Німеччині монсеньйором Чезаре Орсеніґо був Йозеф Петерс. Коли розпочалась німецько-совєцька війна він, очевидно, отримав вказівку від митрополита Шептицького залишити свій пост у Кракові й повернутись до Львова, який тільки-но зайняли німці.

### Фабрика «Солід»
Восени 1941 року Йозеф Петерс отримав доручення від Шептицького організувати і надалі управляти фабрикою із виготволення взуття, яка в дійсності була фабрикою ОО. Студитів. Вона мала допомогти пократищи матеріальне становище церкви, яке було стало скрутним після окупації Галичини спершу совєцькою армією, а пізніше німецькою. Для цього він зустрівся з доктором Володимиром Гординським, який у цей час був керівником об'єднаних фабрик хутер у Львові. В результаті один з будинків, в якому були майтерні з вироблення хутер, вивільнили для фабрики взуття, а частину устаткування передав Омелян Плешкевич, який був начальником відділу шкіри у фірмі «Лє-Пе-Ґа». У 1940—1941 роках у цій будівлі совєцька окупаційна влада створила державне підприємство «Паризька Комуна». Таким чином при вулиці Трибунальській, 16 розпочала діяльність взуттєва фабрика «Солід» (нім. Deutsche Schuhfabrik Solid). За рекомендацією Гординського технічним керівником фабрики призначили Володимира Качмарського, керівником фінансових справ — Євгена Бирчака, а справ постачання — Івана Саляка.
На час відкриття цієї фабрики Петерс займався широкою підприємницькою діяльністю у Львові, спрямованою на відновлення матеріального майна Греко-Католицької Церкви після совєцької націоналізації, і вже був директором одного підприємства. Він всюди використовував своє німецьке громадянство для допомозі церкви і для забезпечення матеріальної бази для монастиря ОО. Студитів. Він використав короткий час безладдя у Львові і перевіз друкарню з колишнього будинку воєводства до будинку 5 на площі Святого Юра. Так постало перше підприємство, де директором був Йозеф Петерс — Митрополича друкарня «Студіон». Митрополит Андрей Шептицький всіляко використовував його офіційний статус для легальної та прикриття підпільної діяльності церкви, крім друкарні «Студіон» та фабрики «Солід» це також госпіталь «Народна лічниця».
На початковому етапі функціонування фабрика пройшла декілька фаз становвлення виробництва. Перша припадає на кінець осені 1941-го до травня 1942 року. Тоді налагодили механізми роботи, постачання, збуту продукції. У травні 1942 року розширили потужності, хоча загалом «Солід» не було великим підприємством за мірками окупованого Львова. Основним виробничим ядром працівників фабрики були монахи Студійського Уставу, яким власне й належало підприємство за фактом. Серед відомих сьогодні робітників-студитів варто виокремити схимонахів Теодора (Тимотей Яськів, 1905—1970), який працював закрійником, Лука (Лазар Шиян, 1907—1968) був шевцем, Теодозій (Теодор Цибрівський, 1899—1972). Серед працівників «Соліду» також були євреї-ремісники, які мали документи про їхній фах від офіційної німецької адміністрації.

### Порятунок євреїв
Спершу єврейські шевці зранку приходили з гетто на площу Трибунальську і ввечері поверталися додому. Проте з кожним наступним місяцем це ставало щораз більше небезпечно. З нагоди приїзду до Львова райхсфюрера СС Генріха Гіммлера німецька окупаційна адміністрація розпочала підготовчу роботу до так званої великої «серпневої акції» ліквідації львівського гетто, яка мала відбутись у період 10-22 серпня 1942 року. За її результатами було вбито приблизно 40-50 тисяч людей. У червні вийшло розпорядження для всіх львівських підприємств про здавання робочих посвідчень своїх єврейських працівників, щоб їх проштампувала поліція.
Для того, щоб вберегти своїх єврейських працівників Петерс розпорядився сховати їх та членів їхніх родин у підвалах фабрики «Солід». Пізніше він зазначав, що тоді йому вдалось втрятувати приблизно 50 людей. Зокрема серед них схимонахиня Марія (Фаїна Ляхер, 1917—2005), Леон Хамайдес, а також сім'я Абрама та Файги Фінк, які мали підробні документи на ім'я Адама та Вероніки, а також двоє їхніх дочок — Анна та Белла, яких перерховували монахині в монастирі Студійського Уставу на вул. Убочій.
Йозеф Петерс розповів про це митрополитові і той був дуже з того задоволений. На «Соліді» ці люди продовжили свою працю — тепер удень вони тихо сиділи в підвалі, а вночі виходили з нього й цілу ніч працювали.
На «Соліді» євреям допомагали монахи двох львівських студійських осередків — монастиря Святого священномученика Йосафата, настоятелем якого був ієромонах Никанор (Микола Дейнега) та Свято-Іванівської Лаври. Проте основна робота спала на двох схимонахів — Лазаря (Шияна) та Теодозія (Цибрівського). Останній був довіреною особою митрополита не лише у справах взуттєвої фабрики, але також він персонально опікувався львівським рабином Давидом Кагане, який переховувався у митрополичих палатах. Тим часом інший схимонах Лаврентій (Кузик), якого перевели до літньої резиденції Шептицького у Підлютому, опікувався Куртом Левіном, який описав про це у своїх спогадах.
11 грудня 1942 року СД провела обшуки у друкарні «Студіон» та митрополичих палатах, після того як німці виявили у Львові антинімецькі листівки ОУН, які були надруковані на підприємстві. В результаті оперативних дій були заарештовані нвиконавчого директор друкарні Никанора (Дейнега). Ієромонах Йоан (Йозеф Петерс), розуміючи, яким буде його швидкий кінець, добровільно прийшов в СД і взяв усю провину на себе. Наступного дня Володимир Гординський за дорученням Андрея та Климентія Шептицьких отримав завдання за будь-яку ціну повернути фабрику від гестапо.
| Безпосередній зв'язок з гестапо не розглядали Треба було шукати інших доріг. Головою господарського відділу дистрикту "Галичина" був д-р Ґеорґ Ґрізер, віденський адвокат. Його часто можна було бачити на українських мистецьких виставках, і він все питався, де можна купити старі галицькі ікони? На одній із таких виставок до мене звернулися, щоб я був перекладачем для нього. Він був єдиною особою, яку я знав, що могла б щось помогти. Після деяких заходів він прийняв мене у своєму б'юрі. Я з'ясував йому цілу справу, але д-р Ґрізер обстоював правильність рішення ґестапо: о. Петерс німець, фабрика німецька, і вам не вільно вмішуватись в німецькі справи. На мій арґумент, що за німецьким правом монах не має права власності і що єдиним власником є монастир, д-р Ґрізер довго не відповідаючи, ходив по кімнаті, а тоді показа пальцем на невеликий старий образ на 70% знищений і запитав, чи я не був би зацікавлений той образ купити. Його ціна 30 000 марок. З розмислом я погодився на купно. На це д-р Ґрізер сказав, щоб на другий день рано я прийшов з о. Климентієм, і він дасть на ключі до фабрики, але під умовою, що ми перевеземо фабрику до "Студіону". Всі умови нашого договору були виконані і на другий день я приніс гроші від Митрополита і Ґрізер передав ключі до фабрики о. Климентієві. |
Так постало «нове» взуттєве підприємство «Студіон», а його таємні робітники були врятовані. За допомогою хабарів духовенствові Львова різних обрядів деколи вдавалось полагодити справу не тільки з місцевою адміністрацією, але й навіть і безпосередньо з СД.
Із наближенням совєцької армії до Львова навесні та на початку літа 1944 року у місті ширились чутки про евакуацію жителів на захід. Студитів це турбувало, бо вони не знали, що тоді робити євреями, які переховувались на фабриці. Якось на фабрику несподівано прийшли німці перевіряти підвал. Вермахт готувався до битви за Львів і було потрібно підготувати підвали для укриттів від авіанальотів союзників. Вони спустились з Володимиром Качмарським до пивниці й випадково знаййшли у скрині плащ Файги Фінк. Вони запідозрили, що хтось тут таки переховується. Проте шукати далі не мали часу.
Фронт наближався, Львів почали активно бомбувати. Фабрика «Солід» перестала працювати, бо закінчились замовлення взуття для Верхмахту зі Львова. Якоїсь миті євреї, що переховувались на фабриці почули з вулиці, що частини Червоної армії вже зайшла до міста. Проте ніхто не наважувався вийти зі сховку і просиділи ще тиждень після захоплення Львова совєцькою армією. Схимонах Теодозій (Цибрівський) повідомив, що совєцька влада націоналізує фабрику, оскільки під час першої совєцької окупації Львова у будівлі фабрики «Солід» діяло державне підприємство «Паризька Комуна».

### Ув'язнення в Дахау
Після арешту Йозефа Петерса 11 грудня 1942 року його утримували сім місяців у тюрмі на вулиці Лонцького. За справу звільнення Йозефа Петерса взявся митрополит Андрей Шептицький. Він почав писати листи до різних німецьких чиновників. Для Церкви втрата ієромонаха Йоана була дійсно вагомою, оскільки він міг вирішити практично будь-яке питання. І саме через нього підтримували надійний контакт із Ватиканом. Справою порятунку сина також займався і його батько Гайнріх Петерс. Він, зокрема, звернувся з листом до впливового німецького римо-католицького єпископа Гайнріха Вінкена, а той надіслав листа високопоставленому офіцеру СД штурмбанфюреру СС Карлові Нейгаузу. Останній поверхово вник у справу, але нічим конкретним не допоміг.
Причиною, чому Петерса тримали так довго у львівській тюрмі було те, що його намагались схилити до співпраці з СЛ у питанні особи митрополита Андрея Шептицького. Проте з цього нічого не вийшло і перед нетиповим німецьким ув'язненим постав єдиний вихід — розстріл. Його відправили зі Львова до Дюссельдорфа на страту, але його документи в дорозі десь загубилися. Оскільки ніхто не знав, що з ним робити, Петерса разом з іншими відправили до контабору Дахау.
10 липня 1943 року він опинився в концтаборі в блоці № 26 з персональним номером № 49641. Тут Йозеф Петерс знаходився до кінця війни. Про його життя в Дахау відомо вкрай мало. Він не любив розповідати про цю жахливу сторінку своєї біографії. Про те, що ситуація там була непроста, згадують у своїх спогадах спів'язні отця. Зокрема Тома Мариглад у своїх спогадах зазначає, що отець жив в одному бараці з польськими священниками. Його дивувало те, що вони отримували з дому посилки й ні з ким не хотіли ділитись.
Є спогади про активну душпастирську працю Петерса серед українських ув'язнених, які від осені 1943 року почали чисельно зростати у цьому концтаборі. Теодор Шпилькин у світлі цього називає отця «янголом доброти». У Дахау він допоміг декільком священникам вижити. Згодом у концтаборі появилось ще двоє українських греко-католицьких священників О. Михайло Климчак (1911—1988) та о. Юрій Ковальський (1907—1983), які прибули на початку 1944 року.

## Після війни
Йозеф Петерс зустрів закінчення Другої світової війни в'язнем концентраційного табору Дахау, де він перебував до 26 квітня 1945 року. Його долучили до колони так званого «маршу смерті», евакуюючи в'язнів концтаборів під час бомбардувань союзників німецьких міст для власного прикриття. Проте йому вдалось утекти у чому допоміг священник з ув'язнення отець єзуїт Отто Пієс (1901—1960). Вперше від грудня 1942 року Петерс опинився на свободі. Він повернувся до рідному йому Дюссельдорфа, проте довго там не затримався. Він прагнув повернутись до служіння Церкві, а тому відразу взявся за роботу.

### З українською громадою
Несподівано в м. Юберглінґен його дорога перетнулась з опікуном «Соліду» Володимиром Гординським і у розмові з ним повідомив, що «митрополит Шептицький передбачував еміграцію і закупив у Німеччині кілька посілостей, щоб УГКЦ мала там матеріальну підставу існування».
У таборах для переміщених осіб жило багато тисяч українських греко-католиків і ієромонах Йоан забезпечив їм духовну опіку. В одному з таборів він зустріч свого близького друга ще з часів новіціату в Уневі ієромонаха Марка (Стека). Вони почали спільно душпастирювати спочатку в американській зоні окупації Німеччини, а пізніше й у британській. Започаткували молитовний рух за беатифікацію митрополита Андрея Шептицького.
У Бамберґу вони знайшли студитів зі скиту Святого Андрея у Лужках Цю монашу громаду депортували на Захід угорські війська влітку 1944 року перед наступом Червоної армії. Різними шляхами (Кошиці — Ноймаркт — Бамберг) студити опинились у Німеччині. Петерс влаштував їх у будинку німецької вдови в містечку Буке. Навіть організував монастир Святого Андрея в тому місці. Проте вони тут пробули лише п'ять років, оскільки Буке було дуже малим містечком і в ньому складно було організувати життєдіяльність монашої громади. Ієромонаху Маркові Стеку за підтримки владики Івана Бучка вдалось у 1949 році перемістити 14 студитів до бенектинського монастиря у Шеветоні. Між новоприбулими ченцями й бенедиктинцями склались напружені відносини, а тому згодом вдалось домовитись про переїзд громади до Канади, де вони осіли в м. Вудсток, заснувавши Святоуспенський монастир у пам'ять про Унівську лавру. Марко Стек став його першим настоятилем.
Йозеф Петерс разом з чотирма німцями кандидатами до монастиря залишився в Буке і активно долучався до українського життя у Німеччині. Керував малою семінарією у Падерборні. У 1957 році за допомгою своїх урядових зв'язків організував перший український клас із 26 учнів в німецькій гімназії у м. Ксантен. Був співзасновником Українського християнського робітничого руху у ФРН. Проте найбільшим проєктом того часу для нього став східнохристиянський центр у Крефельді, який скоро поділить його життя на дві половини.
Спочатку все йшло добре. На початку цієї затії Петерс потоваришував з єпископом Аахена Йоханнесом Йозефом ван дер Вельденом, який зазнавав у 1930-х роках переслідувань нацистів, а в роки війни контактував з опозиційними німецькими середовищами. Він поблагословив Петерса на будівництво центру на території Аахенської дієцізії. Крім цього єпископ погодився спрямувати кошти, які він отримував від уряду ФРН, на побудову комплексу. Ієромонах Йоан придбав біля Крефельду ферму і розпочав будівельні роботи. Комплекс складався з будинку для людей поважного віку, видавництва, монастиря сестер Студійського уставу і церкви у візантійському стилі.
Усе йшло добре, але несподівано з'явились труднощі. 19 травня 1954 року помер єпископ ван дер Вельден, тоді як його наступник на аахенській катедрі єпископ Йоханнес Польшнайдер відмовився фінансувати проєкт у Крефельді, попри вже виділені й погоджені кошти. До того ж єпископ захотів отримати центр у своєї єпархіальне розпорядження й усунути ієромонаха Йоана Петерса з керівництва цієї установою. Він відмовився пристати на ці умови, апелюючи, що його обрано й найнято директором товариства «Студіон». В результаті проєкт втратив державне фінансування. Йозеф Петерс вирушив до столиці ФРН Бонна, де він мав знайомих у міністерстві соціальної політики від часів перебування у Дахау. Вони реструктурували урядові кошти щодо крефельдського проєкту, усунули аахенського єпископа від функції розподільника коштів й передали їх напряму Петерсу. Це зробило Польшнайдера його затятим ворогом.
Проте неочікуваний удар прийшов з українського боку. Владика Бучко відправив ієромонаха Йоана Петерса на візитацію до Святоуспенського монастиря у Вудстуку. За той час його усунули з посади директора «Студіону» та передали центр аахенському єпископові. Навздогін Іван Бучко надіслав до Канади офіційного листа, у якому наказував Петерсу залишатись у монастирі. Проте хтось його попередив про цей лист, і він, не дочекавшись його вручення, повернувся літаком до ФРН. У Німеччині його чекало церковне покарання, причину якого не пояснили, і наказали переїхати до монастиря у Ґроттаферратта й заборонили служити Святу літургію. Йозеф Петерс подав на владику Бучка і єпископа Польшнайдера до німецького суду, звинувативши їх у наклепі. Цивільний суд він виграв, а церквоний суд потім його також виправдав і поновив у призупинених правах.
У Крефельді була спроба укласти мирову угоду між єпископом Йоханнесом Польшнайдером і Йозефом Петерсом. Представник архієрея на зустрічі сказав, що вони як порядні люди знайдуть спільну мову. На що отець Йоан сказав: «Якщо б Ви були б порядною людиною, то сиділи б зі мною в Дахау». Після цього випадку аахенська сторона вирішила вдатись до простого й радикального способу остаточного усунення непоступливого студита. Вони просунули своїх людей у члени «Студіону», які ініціювали переобрання управи і директора. Петерс змушений був покинути проєкт свого життя. Ці конфлікти 1950-1960-х років були настільки гострими, що коли вже у роки незалежності України документи про це прибули до архіву Унівської лаври, то владика Любомир Гузар наказав засикретити їх до 2062 року.
У 1964 році патріарх Йосип Сліпий заснував монастир Святого Теодора Студита в Кастель-Ґандольфо, який став центром студитської монашої спільноти у вільному світі, а не Святоуспенський монастир у Вудстоці. У 1972 році Любомир Гузар захищав у Римі свій докторат із богослов'я «Андрей Шептицький, митрополит Галицький (1901—1944), провісник екуменізму». Він був глибоко зацікавлений особою та задумами глави української греко-католицької церкви. У 1978 році патріарх Сліпий призначив таємно висвяченого владику Гузара архімандритом цього монастиря і доручив йому опікуватись студитами за межами СРСР. Він підтримував теплі відносини з отцями Марком Стеком і Йозефом Петерсом, пропонуючи першому очолити новіціат в монастирі Кастель-Ґандольфо, проте той відмовився.

### Мелькітська церква
Після 1962 року отець Йоан Петерс продовжував служити як священник, тільки вже на території Ессенської дієцезії. У 1966 році він вирішив покинути монаший чин студитів. Відтак став парафіяльним священником, повернувся до латинського обряду і 1 березня 1970 року вийшов на пенсію.
Водночас Йозеф Петерс поступово почав віддалатись від українського життя. І його активність перемкнулась на Мелькітську греко-католицьку церкву. Коли у нього забрали комплекс у Крефельді, він купив землю на Близькому Сході і врзив туристичні групи на Святу землю. У цей час відбувається зближення з мелькітами. Тут він розпочав новий проєкт — будівництво школи-інтернату для хлопців. Звівши його, Йозеф Петерс передав будівлю цій церкві, якою заправляв архімандрит, патріарший вікарій в Єрусалимі д-р Лютфі Лахам, який 2 жовтня 1981 року отримав єпископські свячення архієпископа у Єрусалимі з титулом митрополита Тарсу (Ліван). За це 28 серпня 1981 року патріарх Максим V підніс Йозефа Петерса до гідності архімандрита Єрусалима.
У 1973 році поселився у Ґрайснбаху біля Розенгайму, що у Баварії, де жив до кінця своїх днів. 12 вересня 1987 року президент ФРГ Ріхард фон Вайцзеккер вречив йому Орден заслуг ФРН. Його останні роки життя були важкими. Перед смертю він осліп. Його доглядала старенька вдова Анна Крузе. Власне вона довгі роки провадила господарство отця. 6 липня 1995 року о. Йозеф Петерс помер.
Після здобуття незалежності Йозеф Петерс хотів передати в Україну свою збірку ікон. Його близький друг о. Богдан Пушкар погодився власноруч перевезти її із бенектинського монастиря у Вайнґартені до монастиря бенедиктинок у Фрау-на-Кінзе. Звідти збірку мали поступово передати до України. Але одного разу Петерс заявив, що ситуація в Україні є нестабільною і він боїться її туди передавати, а тому варто зачекати. В результаті справа за життя отця з іконами не була реалізована, і тому збірка втратила свою цілісність, її розібрали різні люди. Краще сталось з книжками Йозефа Петерса. Вони були перевезені в Україну і тепер їх зберігають у бібліотеках Святоуспенської Унівської лаври та Святомихайлівського монастиря Студійського уставу у Львові.

### Праведники народів світу
Цікавим є факт зустрічі в Ізраїлі Йозефа Петерса з рабином Давидом Кагане. Ця зустріч відбулась за кілька років до порушення питання про присвоєння митрополиту Андрею Шептицькому звання Праведника народів світу. За спогадами очевидців, пізніше о. Петерс дуже переживав за те, що митрополит так і не отримав визнання від Яд Вашем. Це йому, як учасникові переховування євреїв, просто «не налазило на голову», у той час як сам Кагане під час голосування комісії утримався. Водночас не дочекався аналогічного заслуженого визнання й сам Йозеф Петерс. Не знайшлось кому подати про нього свідчення. Можливо, якщо б його не заарештували наприкінці 1942 року і наступними місяцями він глибше би заприятелював з сім'єю Фінків, то і ситуація змінилася б.
5 листопада 1984 року в Єрусалимі на засіданні комісії при Національному інституті пам'яті Катастрофи і героїзму «Яд Вашем» на підставі зібраних свідчень було ухвалено рішення присвоїти звання Праведника народів світу Володимирові Качмарському, схимонаху Теодозієві Цибрівському, схимонаху Лазареві Шияну та владиці Никанорові Дейнезі. Давид Кагане власноруч посадив дерево в саду Праведників народів світу.